# Big Wind
A Big Wind az 1968. december 19-i algyői gázkitörés tüzének oltásakor használt, orosz tervezésű minta alapján, magyar mérnökök által kifejlesztett turboreaktív tűzoltó-berendezés. A neve angol kifejezés, jelentése: nagy szél.

## Előzmények
A hazai szénhidrogén-termelés biztosítása érdekében egyre mélyebben fekvő lelőhelyeket kell kitermelni, s így olaj- és földgázkútjaink ún. talpnyomása (amely leegyszerűsítve például a földgázt tartalmazó réteg feletti talajrétegek tömegével arányos) is egyre nagyobb lesz. Egy esetleges kúttűz esetén egyre nagyobb energiával tör fel a szénhidrogén, s ez megnehezíti a sérült kútfej helyreállítási munkáit minden esetben szükségszerűen megelőző oltási műveletet. A sikeres oltás úgy végezhető, ha a sérült kútfejből nagy tömegárammal s nagy sebességgel kilépő sugárba (amely földgázt, kőolajat, vizet, homokot stb. tartalmaz) belekeveredik az oltóanyag. Ha csak egyszerű vízfecskendőkkel támadják a kitörő sugarat, akkor a víz nem képes belehatolni a feltörő sugárba, mintegy „visszapattan” róla, s így a kút felett 4-10 méterrel a láng zavartalanul ég, miközben a kút körül összegyűlő oltóvíz egyre jobban nehezíti a résztvevők munkáját. Elsődleges követelmény tehát, hogy az oltóanyagot (amely lehet víz, por és hab) bele kell keverni a feltörő sugárba ‒ tehát magának az oltóanyagnak is akkora mértékű impulzust kell biztosítani, mint a feltörő sugáré.
Az impulzus a sebesség és a tömeg szorzata, ezért különösen kis sűrűségű oltóanyag (hab) esetén megnehezíti a dolgot, hogy a feltörő sugár átlagos sűrűsége, az esetleges nagy szilárdanyag-tartalom miatt lényegesen meghaladja az oltóanyagét, ezért habanyagot inkább nagy felületű, nem koncentrált tüzek oltására célszerű alkalmazni.
Az oltóanyag megfelelő bekeverési szükségessége mint a sikeres oltás feltétele általánosan ismert, ehhez különböző megoldásokat alkalmaznak. Ezen az elven működik a hazai újdonságként ismert, Szőcs-féle eljárás is, ahol nagynyomású nitrogéngáz expanziós munkáját használják fel az oltópor lángoszlopba történő „belövéséhez”. Ez igen rövid idejű, egyszeri impulzust ad a tűzoltópornak, s megfelelő irányzás és töltetnagyság esetén eredményes lehet.
Másik eljárás az, hogy valamilyen nagy energiatartalmú sugárral belekeverik az oltóanyagot a feltörő szénhidrogén-keverékbe, ezt a sugarat repülőgép-hajtóműként általánosan alkalmazott gázturbinás sugárhajtóművekkel generálják. Két ilyen kis teljesítményű VK–107 típusú centrifugálkompresszoros sugárhajtómű (a hajdani MiG–15 típusú repülőgép hajtóműve) már szolgált a hazai kitörésvédelmi csoportoknál, egy-egy gumiabroncsos tehergépjármű-alvázra szerelve. Ezekkel a berendezésekkel a hazai tűzoltók sikerrel vették fel a harcot az olajkút- és földgázkút-tüzekkel, de a megnövekvő talpnyomások miatt egyre kétségesebbé vált az oltás sikere. Az emlékezetes zsanai (Kiskunhalas térsége) kitörésnél nyilvánvalóvá vált, hogy a biztonságos tűzoltómunka érdekében is szükséges nagyobb oltóteljesítményt biztosítani, az eddigiekkel azonos elven működő új berendezéssel.
1984-ben az érdekelt szervek döntést hoztak egy új, nagy teljesítményű gázturbinás oltóberendezés létrehozásáról. Hogy az eszköz megépítésének, s főleg az üzemeltetésének költségei ne csak hazánkat terheljék, az elképzelések szerint a jövőben a szomszédos országokban is alkalmazásra került volna, esetenként megállapított díjazásért.

## Működése
A turboreaktív tűzoltó-berendezés működési elve.
A gázturbina nagy levegőigénnyel működik. A hajtómű indítása után a centrifugális légsűrítő (turbokompresszor) a levegő nyomását többszörösére növeli, és a bevezetőnyíláson keresztül a több csöves égéstérbe nyomja. Itt a levegő a beporlasztott tüzelőanyaggal (kerozin) keveredik. A keveréket meggyújtva állandó nyomású folyamatos égés alakul ki. A felhevült és nagymértékben kiterjedt gázok a turbinát forgatják. A turbina a vele közös tengelyen levő kompresszort, a hajtómű táprendszerét és a segédberendezéseket is működteti. Az égéstermékgázok, inert gázok, a gázturbina fúvócsövébe kerülnek, itt nyomásuk mozgási energiává alakul át, a kiterjedő gázok hőmérséklete csökken. Innen a gázsugár kb. 2000 km/óra sebességgel lép ki a szabadba, a hőmérséklete ekkor 500-600 °C. A sugárhajtóműből nagy sebességgel kiáramló égéstermék gázáramába közvetlenül a kilépésnél három sugárcsövön keresztül kötött sugár formájában percenként mintegy 6000 liter vizet fecskendeznek. A gázáram nagy sebessége a vízsugarat elporlasztja, a víz pedig hűti a gázt, miközben egy része gőzzé alakul. A továbbáramló égéstermék és a diszpergált (eloszlatott) víz egy különleges keveréket alkot (inert gáz és gőz keveréke), amely a tűzoltásban szükséges katalitikus hűtő és oltóhatást fejt ki. A létrehozott nagy átütőerejű oltósugár 35-40 m hosszú, 10-15 m átmérőjű. A legjobb oltóhatást a géptől 15-20 méterre fejti ki. Számítások alapján 15-18 méterig lamináris áramlás van a gázsugárban. Mivel az inert gázsugár a szabad levegővel keveredik, a turbulens áramlás a fúvócső után közvetlen fokozódik, és az áramlási sebesség egyre csökken. Ezért szükséges a kitörés pontjának a lehető legkisebb távolságra való megközelítése. Ilyen helyzetben a kút környezetének a hőmérséklete 1200 - 1300 °C. Ezt a magas hőt csak intenzív vízhűtéssel lehet csökkenteni a védőruhában még elviselhető szintre. A gép oltómechanizmusa a nagy sebességenergiából adódó átütőerőn alapszik. A benne levő vízköd igen jó hatásfokkal alakul gőzzé és fejti ki hűtőhatását. A keletkezett gőzfelhő és a hordozógázként használt inert kipufogógázok fojtóhatása jelentős, az égési térből kiszorítja az oxigént. Nem visz be levegőt a tűztérbe, mert a porlasztást és a szállítást egyaránt inert gázok végzik. Valószínű, hogy a tűzoltásban szerepet játszik a köd és gőzszemcsék negatív falhatása is, homogén és heterogén antikatalízisként. Az oltás után az oltósugár takaró hatása érvényesül, mert szinte korlátlan ideig, és ráadásul olcsón tartható fenn a nagy geometriai kiterjedésű oltósugár, ami a visszagyulladást megakadályozza.
A turbóreaktív oltógép által létrehozott különleges keverékből álló oltósugár az alábbi hatásokkal képes a fáklyatüzet megszüntetni:
- Fúvó hatás: A sugárhajtómű fúvócsövéből kiáramló égéstermék sebessége ~ 600 m/s. A hajtómű keltette gázsugár sebessége az oltógéptől 15-20 méter távolságra is összemérhető a feltörő olaj-, vagy gázsugár sebességével. A két sugár találkozási pontjában a sebesség vektorok vektoriálisan összegződnek. Az eredő vektor irányán a lángfront eltolódik (ez úgy látható, hogy az oltógép a lángot a kútról leemeli, és a kútról távolodó irányon eltolja). A sebesség összetevők eredőjeként a lángfront visszaterjedési sebessége a feltörő sugár sebességénél kisebb lesz, ez pedig a láng kioltását eredményezi, ugyanis a láng az eredő sugárirányban előre haladva elalszik.
- Fojtóhatás: A sugárhajtóműből kiáramló gáz oxigénben szegény, tehát az égés intenzitását csökkenti.
- Hűtőhatás: A nagy sebességű forró gázsugárba 3 db. sugárcsőből nagy mennyiségű vizet juttatnak. A gázsugár a nagy sebesség miatt a vizet elporlasztja, magas hőmérséklete miatt közben melegíti is. Közben a magas hőmérsékletű porlasztott víz egy része gőzzé alakul, (1 gr. víz elpárolgásához 540 kcal hő kell), azaz hőt von el, ezzel csökkenti a fáklya újra gyulladásának lehetőségét. A gáz-, vagy olajkút áttüzesedett fém alkatrészei az ismételt lángra gyulladást idéznék elő, ha a sugáráramban porlasztott víz ezek hűtéséről nem „gondoskodna”.
- Expanzív hatás: A hajtómű magas hőmérsékletű gázsugarától, a gáz- vagy olajkút tüzétől izzásig felhevült alkatrészeitől gőzzé váló víz terjeszkedik. A halmazállapot-változás miatt, azaz a légneművé váló víz térfogata 1654 szeresre nő. Ez a folyamat a tűz táplálásához szükséges oxigén (levegő) áramlását akadályozza.

Ezek a hatások egyidejűleg, egymást kiegészítve, együttesen hatnak. Hatásosságukat azonban befolyásolja az turbóreaktív oltógép és a fáklyatűz egymáshoz viszonyított távolsága.
Magyarországon eddig két darab egy-egy MiG-15 sugárhajtóművel rendelkező turbóreaktív oltógépet építettek, ezek az Szeged-Algyő-i tűzoltó parancsnokság technikai eszközeinek állományában vannak, és szükség esetén teljesítettek, teljesítenek szolgálatot. A ”Big Wind”, a „Kúttűz-ölő”, „Tűzoltó páncélos”, vagy „Páncélos tűzoltó” néven ismert turbóreaktív oltógép két darab MiG-21 sugárhajtóművel van felszerelve, ez a turbóreaktív oltógép a Pestvidéki Repülőgép Javító Üzemben (Tököl) található.

## Felépítése
A tűzoltójármű fő adatai:

### A jármű
- teljes hossza kb. 7,2 m
- szélessége 3,4 m
- magassága 3,7 m
- szerkezeti tömege 38 t
- magassága 3,3 m

A páncéltest és a felépítmény közel független rendszert képez, speciális szállításhoz a golyóskoszorúnál két darabra bontható, ekkor az 
- alváz magassága kb. 1,7 m
- alváz tömege kb. 30 t
- alváz szélessége 3,1 m
- alváz hossza 5,9 m
- a leemelt felépítmény magassága kb. 2,5 m
- tömege kb. 8000 kg

### A felhasználható oltóanyagok
- víz, hajtóművenként 6000 liter/perc
- középhab, hajtóművenként 800 liter/perc
- nehéz hab, hajtóművenként 3200 liter/perc
- por, hajtóművenként 40 kg/s

A felhasználásra kerülő oltóanyagot a sugárhajtóműből kilépő gázsugárba keveri a jármű. Az oltóanyagot hagyományos tűzoltórendszerek szolgáltatják, a tömlőkön át juttatják a járműhöz.
A vászontömlők alkalmazása lehetővé teszi a tűzoltójármű oltás közbeni manőverezését.
- Az alvázra szerelt felépítmény elfordulása +/- 20°
- A hajtóművek emelkedése a vízszintestől max. 30°
- süllyedése max. 18°

Egy hajtómű vízszintes síkbeli mozgása (a felépítmény szimmetriatengelyéhez képest) összetartás 8°, szétnyitás 11°
A két hajtómű egymástól függetlenül mozoghat a fenti tartományokban, és eközben a felépítmény is foroghat, így nagy térszögtartományban végezhető az oltás, szükség esetén a hajtóműveket más-más célra irányítva is.

### Az alváz
A tervezés első fázisában az alváz kiválasztására került sor, a lehetséges gumiabroncsos hordozójárművek teherbírás szempontjából megfelelőek lettek volna, de a hajtóművek tolóereje miatt (ami elsődleges feltétel) nem tudták biztosítani a megfelelő stabilitást, csak esetleges manipulátorok alkalmazásával (ekkor viszont az oltás közbeni manőverezési készség szűnne meg, s kérdésessé vált volna sikertelen oltás esetén magának a tűzoltó járműnek a mentése is).
Másik lehetőségként az érdeklődés a lánctalpas hordozóeszközök felé fordult: nagy tömegűek, a széles nyomtávnak köszönhetően megfelelően stabilak, üzemelő hajtóművek esetén is manőverezhetőek, s kedvezően alacsony fajlagos talajnyomásuk révén az égő kút megközelítéséhez nem szükséges szilárd alapozású ideiglenes utat kiépíteni. Terepjáró képességük révén a mindenkori szélirányt figyelembe véve bármilyen irányból meg tudják közelíteni az oltandó objektumot.
A beszerzési lehetőséget, s árat is figyelembe véve a T–34/85 harckocsi alvázát választották a tervezők, mint legalkalmasabbat.
A lánctalpas önjáró alvázon a különleges felhasználói cél miatt számos módosítást kellett végrehajtani a futómű s a motor felújításán túlmenően:
- az alsó hermetikusság érdekében a fenékpáncélon lévő búvónyílást megszüntették,
- a homlokpáncélon védőöltözetbe öltözött tűzoltó számára is elegendően nagy közlekedőnyílást készítettek, amely hermetikusan zárható, s hőálló ablakán át az alváz vezetője jó manőverezőkészséget biztosító kilátással rendelkezik,
- a jármű maximális sebességét korlátozták a felépítményt érő dinamikus hatások csökkentése érdekében 5 km/h-ra. Ez a jármű terepjáró képességét nem befolyásolja,
- a dízelmotor belső tüzelőanyag-tartályainak össztérfogatát csökkentették, a külső póttartályokat megszüntették,
- a rögzítőfék-szerkezetet a páncéltest hátsó oldaláról kívülről oldhatóvá tették (esetleges mentési feladatokra gondolva),
- a volt torony golyó-koszorúja nem biztosította függőleges irányú húzó-nyomó erők (azaz kétirányú axiális erők) felvételét, ezért egy megbízhatóbb, nagyobb teherbírású, kétirányú erők felvételére alkalmas új golyó-koszorú került beépítésre.

A páncélos alvázon került elhelyezésre a hajtóművek indítását biztosító elektromos akkumulátortelep, s ennek töltését biztosító berendezés; híradó- és tűzoltórendszer került beépítésre.

### A hajtóművek
A tűzoltójárműben történő alkalmazásra kétáramú sugárhajtómű (amit például a Malév üzemeltet) vagy egyáramú (vadászrepülő) sugárhajtómű jöhetett szóba. A beszerzés időpontjában megvásárolható polgári és szuperszonikus hajtóművek közül a kétáramú polgári célú hajtómű 40%-kal nagyobb tolóerőt biztosított volna, de egyrészt nagyobb átmérője (mivel a tömegáram nagyobb), másrészt a kétáramúság miatt gázsugarának kevéssé koncentrált volta miatt a MiG–21-es szuperszonikus repülőgépekben is alkalmazott R–11F300 típusú egyáramú, utánégetős sugárhajtómű mellett született döntés. A fajlagos tüzelőanyag-fogyasztás itt alárendelt szerepet játszott, hiszen az oltás rövid időtartamára szükséges kerozinmennyiséget a tűzoltójárművön lehet biztosítani még nagyobb fogyasztások esetében is.
A kiválasztott hajtómű és alváz ismeretében a pontosabb stabilitási vizsgálatokat ismét elvégezve kiderült, hogy az alváz alkalmas nemcsak egy, hanem két sugárhajtómű hordozására is.
A gazdasági hatásokat figyelembe véve döntés született arról, hogy a T–34 típusú alvázon kettő, egymástól függetlenül vezérelhető és működtethető R–11F300 hajtómű kapjon helyet.

### A felépítmény
A páncéltestbe épített golyó-koszorúra került a felépítmény, amely masszív (elfordulási lehetőséggel bíró) alapra telepített egységekből áll:
- alaphoz képest relatív mozgást végző két hajtóműbölcsőből,
- a hajtóműbölcsőket mozgató csúszópályákból, megfelelő gömbcsuklós csomópontokból,
- hajtóműbölcsőkben elhelyezett egy-egy db sugárhajtóműből,
- a sugárhajtóművek üzeméhez szükséges kerozint tároló 3 m³-es tartályból,
- a kerozintartály mögött kialakított hajtóműkezelő-fülkéből,
- a tűzoltóanyag gázsugárba keverését biztosító fúvókarendszerből.

### A tűzoltójármű személyzete
A jármű megfelelő üzemeltetéséhez 2-3 fő szükséges:
- egy fő vezető
- egy fő hajtóműkezelő
- egy fő parancsnok

Ha két fő kezeli a járművet, akkor a hajtóműkezelő a parancsnok. (Mert ő jobban látja a jármű és a tűz helyzetét, az egyéb körülményeket. Ő kezeli a híradórendszert és a hajtóművet. Ő van kapcsolatban az oltóanyagot szolgáltató tűzoltóegységekkel.)

### A tűzoltójármű rendszerei

#### Hidraulika-rendszer
Amely biztosítja a hajtóművek mozgását, a felépítmény elfordulását a páncéltesthez képest, az oltóanyagfúvókák gázsugárba történő beleengedését, illetve onnan történő kiemelését, s a sugárhajtóművek szabályozható fúvócsöveinek keresztmetszet-állítását.
A hidraulika-rendszer a repülőgépben alkalmazott hidraulika-rendszer további kiépítésével jött létre, a hajtóművek eredeti axiáldugattyús szivattyúit, a hidraulika-akkumulátort s egyes repülésben alkalmazott hidraulikahengereket felhasználjuk.
A rendszerben összesen 13 db hidraulikus munkahenger működik, szükség esetén egy időben is. A mindkét végükön löketvég fékezett munkahengereket elektromos útváltókkal, kettős visszacsapószelepen át táplálják a szivattyúk, így például a süllyesztés is csak motoros lehet (ideértve az akkumulátoros táplálást is); a rendszer nyomásvédelemmel van ellátva az indítási csúcsnyomások és a dinamikus hatásokból származó túlterhelések csillapítására. Az üzemi nyomás 160 bar, a flexibilis kapcsolatok hősugárzás és mechanikai sérülés ellen védettek.
Bármilyen hajtómű egyedi üzeme esetén is a teljes hidraulikus rendszer üzemeltethető.
A mozgatáshoz szükséges hidraulikus hengerek Technoplan, az útváltók, visszacsapószelepek stb. Comatrol és Valvole típusúak.

#### Tüzelőanyag-rendszerek
A páncéltest dízelmotorjának eredeti tüzelőanyag-rendszere került felhasználásra, csökkentett tárolókapacitással. A hajtóművek tüzelőanyag-rendszere a repülőgépen alkalmazottnak felel meg, a 3 m3-es kerozintartály hősugárzástól védett, kapacitív szintjelzéssel, minimáljelzéssel és biztonsági szeleppel ellátva. Az 5 mm-es falvastagságú tartály - melyben folyadéklengést gátló bordák kaptak helyet - esetleges sérülése esetén a kiömlő tüzelőanyag nem folyhat az alváz motorterébe.

#### Elektromos rendszerek
A páncéltest motorjának indítását, a páncéltest műszereinek, lámpáinak, a gyújtóberendezés gyújtóinak stb. energiaellátását két nagy kapacitású ólomakkumulátor látja el, melyek a motortér két oldalán kaptak helyet. A hajtóművek vezérlőrendszerének, a híradórendszernek elektromosenergia-ellátását a repülésben alkalmazott ezüst-antimon akkumulátorok helyett - ezek igen magas költségei miatt - kereskedelmi ólomakkumulátorokból felépített három akkumulátortelep biztosítja. A telepek tervezésénél a hajtóművek indítóáram-szükséglete adta a szükséges teljesítmény-igényt, mert az indítás első fázisában 27 V-os feszültségnél 1200 amper áramigény is fellép. Ennek megfelelően két akkumulátortelep 24 V ‒ 308 Ah, a harmadik 12 V ‒ 308 Ah jellemzőjű, s a telepek szulfátosodását is figyelembe véve, az így kialakított rendszer mindkét hajtómű 5-5-szöri indítását biztosítja utántöltés nélkül.
A telepek utántöltését, illetve csepptöltéses tárolását a három db beépített töltőberendezés biztosítja külső áramforrás felhasználásával.
Szükség esetén a tűzoltó járműhöz csatlakoztatható bármilyen megfelelő kapacitású, 24/48 V-os indításra alkalmas akkumulátortelep, vagy generátoros áramforrással felszerelt indítókocsi.

#### A hajtóművek üzemállapot-vezérlő rendszere
Amely e speciális célra került kifejlesztésre, s a következő feladatokat látja el:
- fogadja a külső vezérlőpultról a "köldökzsinóron" érkező jeleket, ezeket kijelzi a hajtóműkezelőnek,
- a hajtóműkezelő a hajtóművek biztonságos üzemi feltételeiről meggyőződve (gázhőmérséklet, kenőolajnyomás stb.) érvényesítheti az oltásvezető által szükségesként megjelölt üzemállapotra vonatkozó igényt, s ekkor a vezérlőrendszer beállítja az adott hajtóművet a megkívánt fordulatszámra,
- a beállítás során kijelzi, hogy a művelet folyamatban van,
- a megkívánt érték elérésekor jelzést küld, s alapállapotba tér vissza.

A hajtóművezérlő rendszer háromszoros biztonsággal került felépítésre, az integrált áramkör elektronikus vezérlés meghibásodása esetén kiváltható egy (most már csak a hajtóműkezelő által üzemeltethető) elektromechanikus rendszerrel, illetve egy egyszerű, a hajtómű gyorsulásait ellenőrző rendszert is kiiktató egyszerű mechanikus rendszerrel. Az elektromechanikus üzemeltetés esetén az oltási feladat tovább végezhető, hiszen a parancsnokkal a hajtóműkezelő rádión és telefonon is kapcsolatban van, a mechanikus rendszer üzemeltetése esetén a hajtóműkezelőnek kell a hajtómű paramétereinek a megengedett technológiai-üzemi határok közti maradását biztosítania, így már csak csökkent figyelemmel tud részt venni a kezelői team munkájában, de egyszerűbb oltási feladatokat elláthat.
A fokozott üzembiztonság érdekében a hajtóművek hidraulika-rendszeréhez csatlakozó, a hajtóművek helyzetét meghatározó rendszer és a hajtóművek vezérlőrendszere egymástól független, s a két hajtómű is független egymástól mindkét rendszerben.

#### Híradórendszer
Mindhárom kezelő úgynevezett "konferencia" telefon-összeköttetésben van, a felhasznált sisakokba épített gégemikrofonok és fejhallgatók még a kút s a hajtóművek közelében szabadban (130-140 dB!) egyéni védőöltözetben tartózkodó parancsnok részére is biztosítják a forgalmazás lehetőségét. A hajtóműkezelő, illetve a parancsnok önálló rádióforgalmazási lehetőséggel bír. A zárt térben tartózkodó vezető pszichikai terhelésének csökkentésére ő a teljes forgalmazást hallja, prioritása van rádióforgalmazás kezdeményezésére, s ezt a hajtóműkezelő mint hírközpontkezelő kiesése esetén is megteheti. A vezetőt és a hajtóműkezelőt a vasúti vontatásból ismert "éberségi" berendezés is összeköti.

#### Tűzoltórendszer
A tűzoltójármű külső tűzvédelmét a minden esetben jelen lévő tűzoltó-alakulatok közül az erre a feladatra kijelölt egység végzi; a páncéltestbe zárt vezető biztonsága miatt az alváz motorterét s a vezetőterét egy-egy darab 2 kg-os halonnal oltó berendezés oltja szükség esetén; a vezető egyéni lélegeztetőkészülékkel van ellátva, amely több órán át biztosítja számára a levegőt. A páncéltest korlátozott besugárzott felülete, nagy tömegéből adódó nagy hőkapacitása, s a jó hővezető képességéből következő egyenletes hőmérséklet-elosztása miatt a vezetőtér felmelegedése nem következik be még a kút közvetlen közelében sem, a páncéltest szükség esetén vízhűtéssel hűthető.
A hajtóműkezelő-fülke a tűztől sugárzás szempontjából védett helyen van, a jó kilátást adó ablak hőszűrő üveggel lett ellátva.

### Tervezés és kivitelezés
A tűzoltójármű a szolnoki Kőolajkutató Vállalat megbízásából, s anyagi támogatásával jött létre, a tervezésre a Budapesti Műszaki Egyetem akkori Aero- és Thermotechnika (jelenleg Repülőgépek és Hajók) Tanszékét kérték fel.
A kivitelezést az MH. központi repülőgép-javító üzeme (Kecskemét) végezte, ahol egyes elektromos egységek önálló kifejlesztésére is sor került.
Az acélszerkezeti munkákat az OKGT Dunántúli Kőolajipari Gépgyára készítette el, a hidraulika-alkatrészeket a Fluidprogress és a GH System cégek, a rádiókat a BHG szállította. Sok segítséget nyújtott az MH repülőfőnöksége és a BM Tűzoltó Országos Parancsnokság Tűzvédelmi Kutatóintézete, szoros szakmai együttműködés volt az OKGT kitörésvédelmi főosztályával is.
A tűzoltójármű ‒ amely a kivitelezést végző szakemberektől hatalmas teljesítménye és korlátozott sebessége miatt a „Birodalmi Lépegető” becenevet kapta ‒ 1991 nyarán készült el, az üzemi próbák augusztusban Üllés község térségében folytak.
Az öbölháborúban Kuvait iraki megszállása során felgyújtott olajkutak oltásánál is bizonyított. A járművet 1991. szeptember 13-án légi úton egy An–124 repülőgépen Kuvaitba szállították, ahol nagy sikerrel szerepelt a világ tűzoltóinak seregszemléjén, hatékonyságának csodájára jártak, innen származik az angol elnevezés. Magyar fantázianevet nem kapott.